# محرر النصوص البرمجية

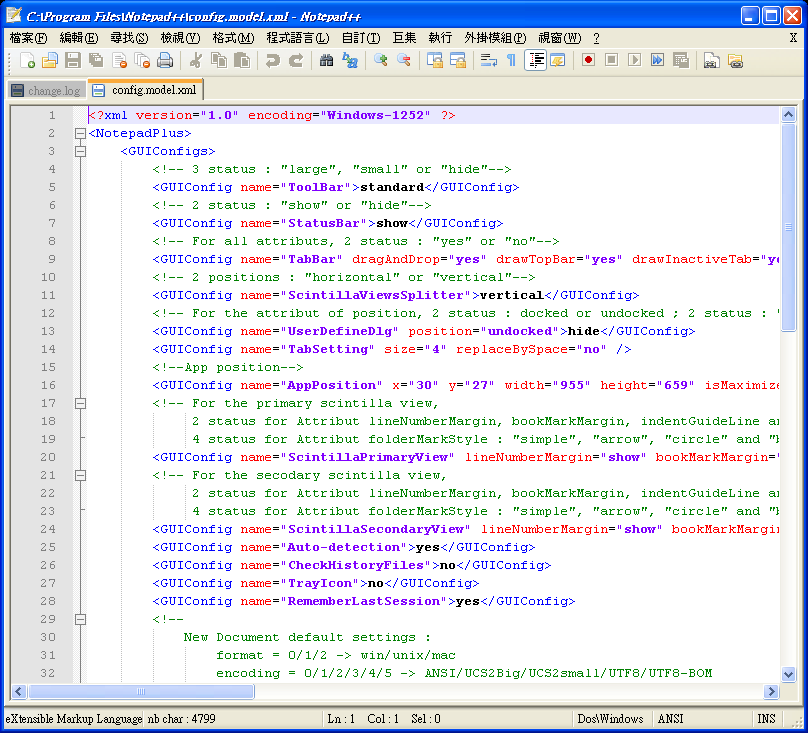
لقطة شاشة لاستخدام Notebad++ لتحرير كود xml

محرر النصوص البرمجية الكود هو محرر نصوص مصمم خصيصا لتحرير الأكواد المصدرية في برنامج حاسوب بواسطة مبرمج. وقد يكون تطبيقًا مستقلًا أو مدمجًا في بيئة تطوير متكاملة.
تتمتع محررات الأكواد المصدرية بميزات مصممة خصيصا لتبسيط إدخال الكود المصدري والإسراع به، مثل وظائف تعليم الصيغة والإكمال التلقائي ومطابقة قوس كما توفر تلك المحررات كذلك طريقة مريحة لتشغيل مصرف أو مفسر أو المصحح أو برنامج آخر ذي صلة بعملية تطوير البرامج. لذا، في الوقت الذي يمكن فيه استخدام محررات النصوص لتحرير كود مصدري، إذا لم تعمل على بتحسين عملية تحرير الكود وتبسيطها وتشغيلها تلقائيا، فلا تعد «محررات كود مصدري»، بل فقط «محررات نصوص يمكن استخدامها كذلك لتحرير كود مصدري».
تقوم القليل من محررات الكود المصدري بعملية فحص الصيغة بينما يقوم المبرمج بالكتابة، حيث تقدم تحذيرا فوريا من مشاكل الصيغة. كما تعمل القليل من محررات الكود المصدري بضغط الكود المصدري، حيث تعمل في العادة على تحويل الكلمات الرئيسية العامة إلى رمز مميز أحادي وحدة البايت، وإزالة المساحة البيضاء غير الضرورية، وتحويل الأرقام إلى نمط ثنائي. وتعمل محررات الرموز المميزة تلك لاحقا على فك ضغط كود المصدر أثناء عرضه، والكتابة المميزة له مع الكتابة بأحرف كبيرة والمباعدة. وتقوم بعض محررات النصوص بكلتا الوظيفتين.
محرر الكود المصدري هو برنامج محرر نصوص مصمم خصيصًا لتحرير الكود المصدري لبرامج الكمبيوتر. قد يكون تطبيقًا مستقلاً أو قد يكون مضمنًا في بيئة تطوير متكاملة (IDE) أو متصفح ويب. تعد محررات الكود المصدري أداة برمجة أساسية، حيث أن الوظيفة الأساسية للمبرمجين هي كتابة وتحرير الكود المصدري.

## محررات صالحة للعربية
- Visual Studio Code[1]
- CodeMirror[2]

## محررات أخرى
- بي بي إديت (ماك أو إس عشرة)
- Code Crusader IDE (ماك أو إس عشرة، لينكس)
- كريمسون إيديتور (مايكروسوفت ويندوز)
- إكليبس
- إيماكس (متعدد المنصات، شاملا يونكس، لينكس، ماك أو إس عشرة، مايكروسوفت ويندوز)
- EmEditor (مايكروسوفت ويندوز)
- جيني (متعدد المنصات، شاملا يونكس، لينكس، ماك أو إس عشرة، مايكروسوفت ويندوز)
- محرر إنتيليج إيديا المدمج (مايكروسوفت ويندوز، لينكس، ماك أو إس عشرة)
- ISPF/PDF Edit (حاسوب IBM MVS الكبير، TRSDOS، دوس، يونكس، آي بي إم إيه آي إكس، لينكس، أو إس/2، مايكروسوفت ويندوز)
- جي إيدت (مايكروسوفت ويندوز، لينكس، ماك أو إس عشرة)
- كايت/كي ديفيلوب (كدي)
- ActiveState كومودو إديت
- محرر لازاروس (لغة برمجة) المدمج (مايكروسوفت ويندوز، لينكس، ماك أو إس عشرة)
- محرر مايكروسوفت فيجوال ستوديوالمدمج (مايكروسوفت ويندوز)
- إن إيدت (لينكس، يونكس، ماك أو إس عشرة)
- نت‌بينز
- نوتباد++ (مايكروسوفت ويندوز)
- محرر الكود المصدري/النص بروغرامرز نوتباد(مايكروسوفت ويندوز)
- بي أس باد (مايكروسوفت ويندوز)
- سايت (مايكروسوفت ويندوز، لينكس، ماك أو إس عشرة)
- SlickEdit (مايكروسوفت ويندوز، لينكس، ماك أو إس عشرة)
- Source Insight (مايكروسوفت ويندوز)
- SubEthaEdit (ماك أو إس عشرة)
- تيكست مايت (ماك أو إس عشرة)
- TextPad (مايكروسوفت ويندوز)
- محرر Semware TSE (مايكروسوفت ويندوز)
- UltraEdit (مايكروسوفت ويندوز، ماك أو إس عشرة)
- في آي/فيم (محرر نصوص) (متعدد المنصات، شاملا يونكس، لينكس، ماك أو إس عشرة، مايكروسوفت ويندوز)
- سابليم تكست (متعدد المنصات، شاملا يونكس، لينكس، ماك)

## أمثلة بارزة
- Atom[3]
- براكيتس[3]
- إكلبس (cross-platform, including Linux, macOS, Windows)
- إيماكس (cross-platform, including يونكس، Linux, macOS, Windows)
- جي إديت (cross-platform, including Linux, macOS, Windows)
- نت بينز
- نوتباد++[3] (Windows)
- SlickEdit (cross-platform, including Linux, macOS, Windows, سولاريس، إتش بي - يو إكس، آي بي إم إيه آي إكس)
- سابليم تكست[3]
- تيكست مايت (macOS)
- UltraEdit[3]
- في آي/Vim (cross-platform, including Unix, Linux, macOS, Windows)
- فيجوال ستوديو كود[3] (cross-platform, including Linux, macOS, Windows)